# Melitaea speciosa
Melitaea speciosa är en fjärilsart som beskrevs av Schultz 1908. Melitaea speciosa ingår i släktet Melitaea och familjen praktfjärilar. Inga underarter finns listade i Catalogue of Life.